# Borkovice
Borkovice är en ort i Tjeckien.   Den ligger i regionen Södra Böhmen, i den centrala delen av landet, 100 km söder om huvudstaden Prag. Borkovice ligger 417 meter över havet och antalet invånare är 237.
Terrängen runt Borkovice är platt. Runt Borkovice är det ganska tätbefolkat, med 58 invånare per kvadratkilometer. Närmaste större samhälle är Veselí nad Lužnicí, 4,7 km sydost om Borkovice. Trakten runt Borkovice består till största delen av jordbruksmark.